# Voie indienne
 (octobre 2013).
Si vous disposez d'ouvrages ou d'articles de référence ou si vous connaissez des sites web de qualité traitant du thème abordé ici, merci de compléter l'article en donnant les références utiles à sa vérifiabilité et en les liant à la section « Notes et références ».
La voie indienne ou écartement indien est un écartement de chemin de fer de 1 676 mm soit 5 pieds et 6 pouces. Il est utilisé notamment au Pakistan, en Inde, au Bangladesh, au Sri Lanka, au Népal mais aussi en Argentine, au Chili, et sur la ligne Bay Area Rapid Transit en Californie. Il est très proche de l'écartement ibérique qui est de 1 668 mm.